# Kurt Brugger

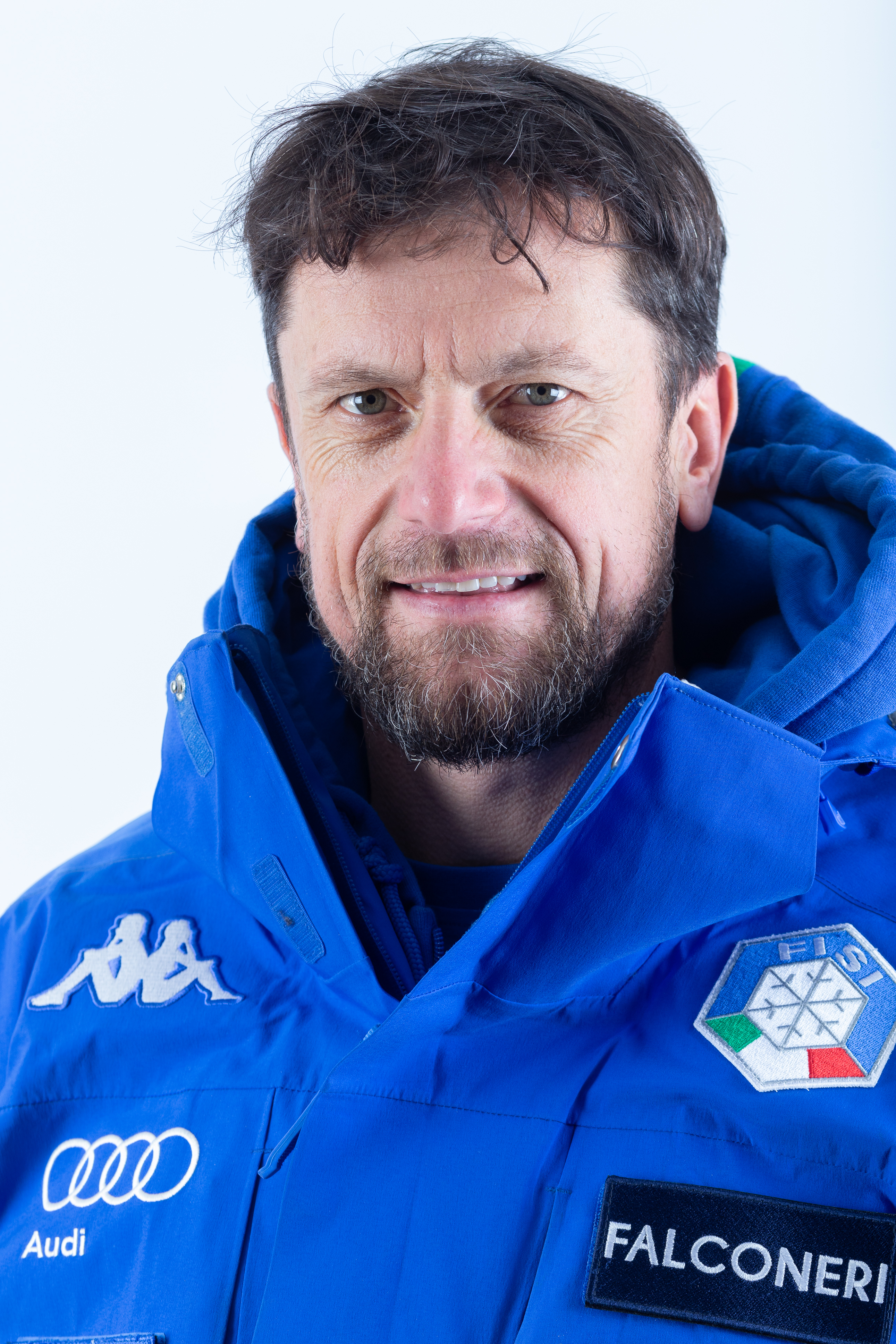
Kurt Brugger

Kurt Brugger (* 17. März 1969 in St. Georgen bei Bruneck, Südtirol) ist ein ehemaliger italienischer Rennrodler und Bergsteiger.
Kurt Brugger war langjähriges Mitglied der italienischen Mannschaft der Rennrodler. Mit Wilfried Huber gewann er bei den Olympischen Winterspielen 1994 in Lillehammer die Goldmedaille im Doppelsitzer. 1992 in Albertville und 1998 in Nagano belegten sie jeweils den fünften Platz.
Bei Weltmeisterschaften gewannen Huber und Brugger drei Medaillen: 1990 in Calgary wurden sie Zweite, 1993 in Calgary und 1995 in Lillehammer belegten sie jeweils den dritten Platz. Bei Europameisterschaften errangen sie zweimal Silber: 1992 in Winterberg und 1994 am Königssee.
Heute gehört Brugger zum Trainerstab der italienischen Rodelnationalmannschaft.

## Erfolge

### Weltcupsiege
Doppelsitzer
| Nr. | Datum         | Ort         | Bahn                                  |
| --- | ------------- | ----------- | ------------------------------------- |
| 1.  | 11. Jan. 1988 | Sarajevo    | Trebevic – Bob- und Rennschlittenbahn |
| 2.  | 11. Feb. 1990 | Winterberg  | Bobbahn Winterberg                    |
| 3.  | 24. Jan. 1993 | Königssee   | Kunsteisbahn Königssee                |
| 4.  | 28. Feb. 1993 | Lake Placid | Olympia-Bobbahn Lake Placid           |
| 5.  | 4. Dez. 1994  | Winterberg  | Bobbahn Winterberg                    |
| 6.  | 19. Feb. 1995 | Altenberg   | Rennschlitten- und Bobbahn Altenberg  |
| 7.  | 26. Jan. 1997 | Oberhof     | Rennrodelbahn Oberhof                 |
| 8.  | 18. Feb. 2001 | Lake Placid | Olympia-Bobbahn Lake Placid           |

## Expeditionen als Bergsteiger
Als Extrembergsteiger nahm er an folgenden Expeditionen teil:
- 1994 Broad Peak 8045 m
- 1999 Mount McKinley 6125 m
- 2003 Nanga Parbat 8125 m